# The Communards

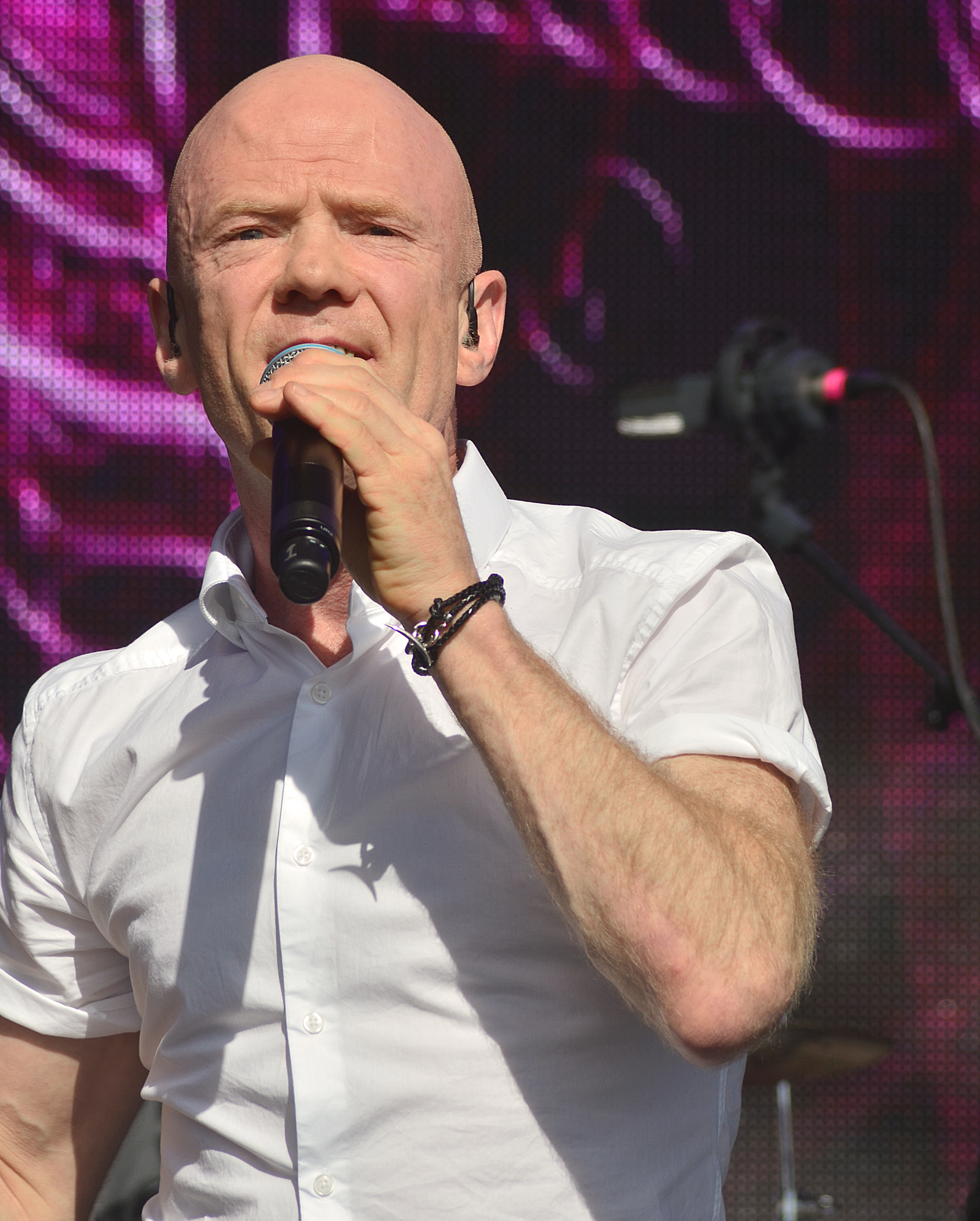
Jimmy Somerville bei einem Auftritt in Bristol, Juni 2015

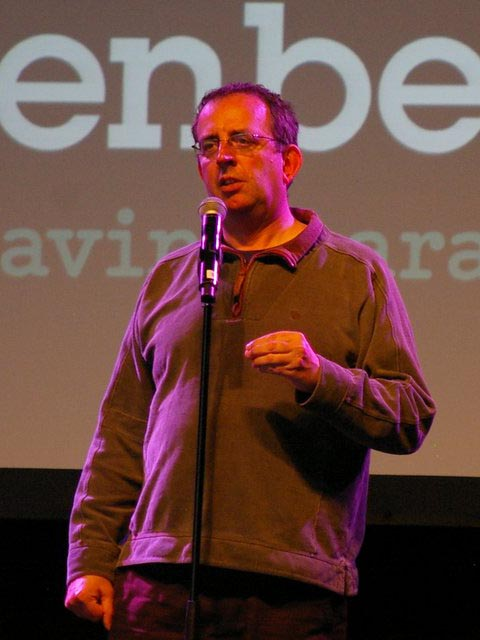
Richard Coles als Prediger, 2012

The Communards war ein britisches Popduo, das 1985 gegründet wurde. Mit acht verschiedenen Liedern gelang der aus dem Sänger Jimmy Somerville und dem Keyboarder Richard Coles bestehenden Formation der Einstieg in die internationalen Charts. Zwar stammen die meisten Hits aus eigener Feder, den größten Erfolg hatte das Duo jedoch mit den Coversongs Don’t Leave Me This Way (1986) und Never Can Say Goodbye (1987).

## Bandgeschichte
Nach seinem Ausstieg bei Bronski Beat im Frühjahr 1985 gründete Somerville gemeinsam mit dem klassisch ausgebildeten Pianisten Richard Coles das Duo The Committee. Als eine andere Band die Namensrechte für sich beanspruchte, folgte die Umbenennung in The Communards. Zunächst traten die beiden Musiker hauptsächlich zu Gunsten von Homosexuellenhilfsgruppen auf.
Die erste, im Oktober 1985 erschienene Single You Are My World wurde von der BBC boykottiert und platzierte sich deshalb lediglich auf Rang 30 der UK-Charts. Daraufhin kam es zu Auftritten als Vorgruppe auf den Tourneen von Billy Bragg und The Style Council. Auch die zweite Single Disenchanted, die im Mai 1986 erschien, hatte nur mäßigen Erfolg und erreichte Platz 29 der britischen Hitparade. Im Juli des Jahres folgte das nach der Band benannte Debütalbum, das sich zunächst nur im mittleren Chartbereich platzieren konnte und, ebenso wie die zwei ersten Singles, gerade die Top 30 erklomm.
Erst nachdem The Communards mit der dritten, im August 1986 veröffentlichten Auskopplung Don’t Leave Me This Way, deren Original von Harold Melvin and the Blue Notes aus dem Jahr 1975 stammt, der endgültige Durchbruch gelungen war, stieg auch das Album in die britischen Top 10, erreichte dort Platz sieben und erhielt eine Platin-Schallplatte. Die Single wurde derweil zum Nummer-eins-Hit im Vereinigten Königreich, platzierte sich in den Top 10 in Deutschland und der Schweiz. Auch in den US-amerikanischen Dance-Charts, den Billboard Dance Music/Club Play Singles, stieg das Lied auf die Spitzenposition.
So Cold the Night, eine weitere Auskopplung vom Album Communards, kam im November 1986 in die Läden und konnte an den Erfolg des Vorgängers anknüpfen. Top-10-Platzierungen in Großbritannien und der Schweiz machten das Lied zur bis heute dritterfolgreichsten Single des Duos. Im Februar 1987 versuchten Somerville und Coles ihr Glück ein weiteres Mal mit dem Titel You Are My World. Die neu abgemischte Fassung verfehlte allerdings, ebenso wie das Original von 1985, die Top 20 der UK-Charts.
Der Vorbote des zweiten Communards-Albums, die Single Tomorrow, kam in Deutschland, in der Schweiz und im Vereinigten Königreich unter die Top 30. Der im Oktober erschienene Longplayer namens Red stieg in der britischen Hitparade auf Platz vier und wurde wie sein Vorgänger in der Heimat mit Platin ausgezeichnet. Mit der fast gleichzeitig veröffentlichten Auskopplung Never Can Say Goodbye, einer Coverversion des Hits der Jackson Five aus dem Jahr 1971, knüpfte das Duo an den Erfolg von Don’t Leave Me This Way an. Das Lied platzierte sich in den deutschen, österreichischen und britischen Top 10.
Ein weiterer kleiner Erfolg wurde das im Februar 1988 als Single erschienene Lied For a Friend, das Somerville und Coles für ihren engen Freund Mark Ashton geschrieben hatten, der an den Folgen von AIDS gestorben war. There’s More to Love, ebenfalls vom Album Red, gelang ein letztes Mal der Sprung in das Mittelfeld der deutschen und englischen Charts.
1988 löste sich die Band nach einer heftigen Auseinandersetzung während der Europatournee auf. Jimmy Somerville begann später eine Solokarriere und hatte unter anderem mit den Coversongs You Make Me Feel (Mighty Real) und To Love Somebody Erfolg. Richard Coles wurde Journalist für The Times Literary Supplement und The Catholic Herald, ließ sich von der Kirche von England zum Priester ausbilden, wurde Pfarrer an der St. Paul’s Church in Knightsbridge in London sowie Kaplan in der Royal Academy of Music.

## Mitglieder
- Jimmy Somerville (* 22. Juni 1961 in Glasgow) – Gesang
- Richard Coles (* 23. Juni 1962 in Northampton) – Keyboard

## Diskografie

### Studioalben
| Jahr | Titel      | Höchstplatzierung, Gesamtwochen, AuszeichnungChartplatzierungen (Jahr, Titel, Platzierungen, Wochen, Auszeichnungen, Anmerkungen) | Höchstplatzierung, Gesamtwochen, AuszeichnungChartplatzierungen (Jahr, Titel, Platzierungen, Wochen, Auszeichnungen, Anmerkungen) | Höchstplatzierung, Gesamtwochen, AuszeichnungChartplatzierungen (Jahr, Titel, Platzierungen, Wochen, Auszeichnungen, Anmerkungen) | Höchstplatzierung, Gesamtwochen, AuszeichnungChartplatzierungen (Jahr, Titel, Platzierungen, Wochen, Auszeichnungen, Anmerkungen) | Höchstplatzierung, Gesamtwochen, AuszeichnungChartplatzierungen (Jahr, Titel, Platzierungen, Wochen, Auszeichnungen, Anmerkungen) | Anmerkungen                                                                                   |
| Jahr | Titel      | DE | AT | CH | UK | US | Anmerkungen                                                                                   |
| ---- | ---------- | --- | --- | --- | --- | --- | --------------------------------------------------------------------------------------------- |
| 1986 | Communards | DE15 (31 Wo.)DE | — | CH10 (19 Wo.)CH | UK7 Platin · (45 Wo.)UK | US90 (16 Wo.)US | Erstveröffentlichung: Juli 1986 Produzent: Mike Thorne                                        |
| 1987 | Red        | DE22 (30 Wo.)DE | AT15 (12 Wo.)AT | CH20 Gold · (3 Wo.)CH | UK4 Platin · (29 Wo.)UK | US93 (9 Wo.)US | Erstveröffentlichung: 2. Oktober 1987 Produzenten: Stephen Hague, The Communards, Alvin Clark |

### Kompilationen
| Jahr | Titel                            | Höchstplatzierung, Gesamtwochen, AuszeichnungChartplatzierungen (Jahr, Titel, Platzierungen, Wochen, Auszeichnungen, Anmerkungen) | Höchstplatzierung, Gesamtwochen, AuszeichnungChartplatzierungen (Jahr, Titel, Platzierungen, Wochen, Auszeichnungen, Anmerkungen) | Höchstplatzierung, Gesamtwochen, AuszeichnungChartplatzierungen (Jahr, Titel, Platzierungen, Wochen, Auszeichnungen, Anmerkungen) | Höchstplatzierung, Gesamtwochen, AuszeichnungChartplatzierungen (Jahr, Titel, Platzierungen, Wochen, Auszeichnungen, Anmerkungen) | Höchstplatzierung, Gesamtwochen, AuszeichnungChartplatzierungen (Jahr, Titel, Platzierungen, Wochen, Auszeichnungen, Anmerkungen) | Anmerkungen |
| Jahr | Titel                            | DE | AT | CH | UK | US | Anmerkungen |
| ---- | -------------------------------- | --- | --- | --- | --- | --- | --- |
| 1990 | The Singles Collection 1984/1990 | DE4 Gold · (50 Wo.)DE | AT10 (13 Wo.)AT | CH4 Platin · (25 Wo.)CH | UK4 (26 Wo.)UK | — | Erstveröffentlichung: 12. November 1990 Jimmy Somerville, Bronski Beat und The Communards                       |
| 2002 | The Very Best Of                 | DE49 (1 Wo.)DE | — | — | UK29 Gold · (5 Wo.)UK | — | Erstveröffentlichung: 3. September 2001 Jimmy Somerville, Bronski Beat und The Communards                       |
| 2003 | The Definitive Collection        | DE40 (9 Wo.)DE | AT61 (3 Wo.)AT | CH45 (6 Wo.)CH | UK1 ×4Vierfachplatin · (96 Wo.)UK                                                                                                 | US19 Platin · (68 Wo.)US | Erstveröffentlichung: 4. Februar 2003 Verkäufe: + 2.085.000 Höchstplatzierung in UK erst 2015 mit Lionel Richie |

Weitere Kompilationen
- 1993: Heaven
- 2006: The Platinum Collection
- 2009: For a Friend: The Best Of (Jimmy Somerville, Bronski Beat und The Communards; 2 CDs)
- 2012: The Collection
- 2014: Dance & Desire: Rarities & Videos (Jimmy Somerville, Bronski Beat und The Communards; 2 CDs + DVD)

### Singles
| Jahr | Titel Album                        | Höchstplatzierung, Gesamtwochen, AuszeichnungChartplatzierungen (Jahr, Titel, Album, Platzierungen, Wochen, Auszeichnungen, Anmerkungen) | Höchstplatzierung, Gesamtwochen, AuszeichnungChartplatzierungen (Jahr, Titel, Album, Platzierungen, Wochen, Auszeichnungen, Anmerkungen) | Höchstplatzierung, Gesamtwochen, AuszeichnungChartplatzierungen (Jahr, Titel, Album, Platzierungen, Wochen, Auszeichnungen, Anmerkungen) | Höchstplatzierung, Gesamtwochen, AuszeichnungChartplatzierungen (Jahr, Titel, Album, Platzierungen, Wochen, Auszeichnungen, Anmerkungen) | Höchstplatzierung, Gesamtwochen, AuszeichnungChartplatzierungen (Jahr, Titel, Album, Platzierungen, Wochen, Auszeichnungen, Anmerkungen) | Höchstplatzierung, Gesamtwochen, AuszeichnungChartplatzierungen (Jahr, Titel, Album, Platzierungen, Wochen, Auszeichnungen, Anmerkungen) | Anmerkungen |
| Jahr | Titel Album                        | DE | AT | CH | UK | US | Dance | Anmerkungen |
| ---- | ---------------------------------- | --- | --- | --- | --- | --- | --- | --- |
| 1985 | You Are My World Communards        | — | — | — | UK30 (8 Wo.)UK | — | — | Erstveröffentlichung: 30. September 1985 Autoren: Jimmy Somerville, Richard Coles                                                                             |
| 1986 | Disenchanted Communards            | — | — | — | UK29 (5 Wo.)UK | — | — | Erstveröffentlichung: 12. Mai 1986 Autoren: Jimmy Somerville, Richard Coles                                                                                   |
| 1986 | Don’t Leave Me This Way Communards | DE5 (18 Wo.)DE | AT19 (8 Wo.)AT | CH2 (14 Wo.)CH | UK1 Platin · (16 Wo.)UK | US40 (13 Wo.)US | Dance1 (12 Wo.)Dance | Erstveröffentlichung: 11. August 1986 mit Sarah Jane Morris Autoren: Cary Gilbert, Kenneth Gamble, Leon Huff Original: Harold Melvin and the Blue Notes, 1975 |
| 1986 | So Cold the Night Communards       | DE14 (15 Wo.)DE | AT13 (10 Wo.)AT | CH10 (7 Wo.)CH | UK8 (11 Wo.)UK | — | Dance25 (6 Wo.)Dance | Erstveröffentlichung: 17. November 1986 Autoren: Jimmy Somerville, Richard Coles                                                                              |
| 1987 | You Are My World (Remix ’87) –     | DE59 (5 Wo.)DE | — | — | UK21 (6 Wo.)UK | — | — | Erstveröffentlichung: 9. Februar 1987 Produzent: Mike Thorne; Toningenieur: Carl Beatty                                                                       |
| 1987 | Tomorrow Red                       | DE25 (8 Wo.)DE | — | CH23 (7 Wo.)CH | UK23 (7 Wo.)UK | — | — | Erstveröffentlichung: 30. August 1987 Autoren: Jimmy Somerville, Richard Coles                                                                                |
| 1987 | Never Can Say Goodbye Red          | DE6 (17 Wo.)DE | AT6 (14 Wo.)AT | CH12 (9 Wo.)CH | UK4 Silber · (11 Wo.)UK | US51 (9 Wo.)US | Dance2 (13 Wo.)Dance | Erstveröffentlichung: 26. Oktober 1987 Autor: Clifton Davis Original: The Jackson Five, 1971                                                                  |
| 1988 | For a Friend Red                   | DE35 (9 Wo.)DE | — | — | UK28 (7 Wo.)UK | — | — | Erstveröffentlichung: 8. Februar 1988 Autoren: Jimmy Somerville, Richard Coles                                                                                |
| 1988 | There’s More to Love Red           | DE34 (9 Wo.)DE | — | — | UK20 (9 Wo.)UK | — | — | Erstveröffentlichung: 30. Mai 1988 Songtitel auf dem Album: T.M.T.♥.T.B.M.G. Autoren: Jimmy Somerville, Richard Coles                                         |

### Videoalben
- 1986: The Video Singles
- 1990: The Singles Collection 1984/1990 (Jimmy Somerville, Bronski Beat und The Communards)
- 2006: Live at Full House Rock Show
- 2014: Dance & Desire: Rarities & Videos (Jimmy Somerville, Bronski Beat und The Communards; 2 CDs + DVD)

## Auszeichnungen für Musikverkäufe
| Silberne Schallplatte - Frankreich - 1985: für die Single You Are My World - 1986: für die Single Don’t Leave Me This Way - 1988: für die Single Never Can Say Goodbye Goldene Schallplatte - Frankreich - 1987: für das Album Communards - Spanien - 1987: für die Single The Multimix - 2024: für die Single Don’t Leave Me This Way | 2× Goldene Schallplatte - Frankreich - 1988: für das Album Red Platin-Schallplatte - Niederlande - 1986: für die Single Don’t Leave Me This Way - Spanien - 1987: für das Album Red 2× Platin-Schallplatte - Spanien - 1987: für das Album Communards |

Anmerkung: Auszeichnungen in Ländern aus den Charttabellen bzw. Chartboxen sind in ebendiesen zu finden.
| Land/RegionAuszeichnungen für Musikverkäufe (Land/Region, Auszeichnungen, Verkäufe, Quellen) | Silber     | Gold     | Platin       | Verkäufe  | Quellen                           |
| -------------------------------------------------------------------------------------------- | ---------- | -------- | ------------ | --------- | --------------------------------- |
| Deutschland (BVMI)                                                                           | —          | Gold1    | —            | 250.000   | musikindustrie.de                 |
| Frankreich (SNEP)                                                                            | 3× Silber3 | 3× Gold3 | —            | 1.050.000 | infodisc.fr                       |
| Niederlande (NVPI)                                                                           | —          | —        | Platin1      | 100.000   | nvpi.nl                           |
| Schweiz (IFPI)                                                                               | —          | Gold1    | Platin1      | 75.000    | hitparade.ch                      |
| Spanien (Promusicae)                                                                         | —          | 2× Gold2 | 3× Platin3   | 355.000   | Sólo éxitos: año a año, 1959–2002 |
| Vereinigte Staaten (RIAA)                                                                    | —          | —        | Platin1      | 1.000.000 | riaa.com                          |
| Vereinigtes Königreich (BPI)                                                                 | Silber1    | Gold1    | 7× Platin7   | 2.750.000 | bpi.co.uk                         |
| Insgesamt                                                                                    | Silber1    | 7× Gold7 | 13× Platin13 |           |                                   |